# Dukana (sopka)
Dukana nebo Bulal je vulkanické pole, které se nachází na hranicích Keni a Etiopie. Pole je tvořeno více než padesáti struskovými kužely, s nimi přidruženými lávovými proudy a několika maary.
Etiopská část pole je mladší (holocén) než keňská (pleistocén). Největší maar Gof Dukana má průměr 1,8 km a jeho vyvrženiny obsahují horniny starších vyvřelin a metamorfitů.